# USS Underhill (DE-682)
USS Underhill (DE-682) là một tàu hộ tống khu trục lớp Buckley được Hải quân Hoa Kỳ chế tạo trong Chiến tranh Thế giới thứ hai. Tên nó được đặt theo Thiếu úy Hải quân Samuel Jackson Underhill (1917-1942), phi công thuộc Liên đội Tuần tiễu VS-5 phục vụ cùng tàu sân bay Yorktown (CV-5), đã tử trận trong trận chiến biển Coral vào ngày 8 tháng 5, 1942, và được truy tặng Huân chương Chữ thập Hải quân. Nó đã phục vụ trong chiến tranh cho đến khi bị ngư lôi cảm tử Kaiten Nhật đánh chìm đang khi hộ tống một đoàn tàu vận tải tại vùng biển Philippine vào ngày 24 tháng 7, 1945

## Thiết kế và chế tạo
Những chiếc thuộc lớp tàu hộ tống khu trục Buckley có chiều dài chung 306 ft (93 m), mạn tàu rộng 37 ft 1 in (11,30 m) và độ sâu mớn nước khi đầy tải là 11 ft 3 in (3,43 m). Chúng có trọng lượng choán nước tiêu chuẩn 1.400 tấn Anh (1.400 t); và lên đến 1.740 tấn Anh (1.770 t) khi đầy tải. Hệ thống động lực bao gồm hai turbine hơi nước General Electric công suất 13.500 mã lực (10.100 kW), dẫn động hai máy phát điện công suất 9.200 kilôwatt (12.300 hp) để vận hành hai trục chân vịt;  công suất 12.000 hp (8.900 kW) cho phép đạt được tốc độ tối đa 23 kn (26 mph; 43 km/h), và có dự trữ hành trình 6.000 nmi (6.900 mi; 11.000 km) khi di chuyển ở vận tốc đường trường 12 kn (14 mph; 22 km/h).
Vũ khí trang bị bao gồm ba pháo 3 in (76 mm)/50 cal trên tháp pháo nòng đơn có thể đối hạm hoặc phòng không, một khẩu đội 1,1 inch/75 caliber bốn nòng và tám pháo phòng không Oerlikon 20 mm. Vũ khí chống ngầm bao gồm một dàn súng cối chống tàu ngầm Hedgehog Mk. 10 (có 24 nòng và mang theo 144 quả đạn); hai đường ray Mk. 9 và tám máy phóng K3 Mk. 6 để thả mìn sâu. Khác biệt đáng kể so với lớp Evarts dẫn trước là chúng có thêm ba ống phóng ngư lôi Mark 15 21 inch (533 mm). Thủy thủ đoàn đầy đủ bao gồm 186 sĩ quan và thủy thủ.
Underhill được đặt lườn tại xưởng tàu Fore River Shipyard của hãng Bethlehem Shipbuilding Company tại Quincy, Massachusetts vào ngày 16 tháng 9, 1943. Nó được hạ thủy vào ngày 15 tháng 10, 1943; được đỡ đầu bởi bà David (Bertha) Underhill, cô và là người giám hộ của Thiếu úy Underhill, và nhập biên chế vào ngày 15 tháng 11, 1943 dưới quyền chỉ huy của Hạm trưởng, Thiếu tá Hải quân Sidney Richmond Jackson.

## Lịch sử hoạt động

### Mặt trận Đại Tây Dương & Địa Trung Hải
Sau khi hoàn tất việc trang bị, Underhill đi đến Xưởng hải quân Boston để chất đạn dược và tiếp liêu trước khi lên đường vào ngày 2 tháng 12, 1943 để tiến hành chạy thử máy huấn luyện tại khu vực Bermuda. Nó quay trở lại Xưởng hải quân Boston vào ngày 10 tháng 1, 1944 để sửa chữa sau chạy thử máy. Con tàu lại lên đường từ Boston vào ngày 17 tháng 1, đi đến vịnh Guantánamo, Cuba vào ngày 22 tháng 1, nơi nó trình diện để phục vụ cùng Tư lệnh Tiền phương biển Caribbe. Nó hoạt động hộ tống vận tải cho tàu bè đi lại tại khu vực Trinidad và Guantánamo cho đến cuối tháng 5, rồi hộ tống cho chiếc SS George Washington đi từ Kingston, Jamaica đến Miami, Florida.
Quay trở lại Xưởng hải quân Boston vào ngày 30 tháng 5, nó được cải biến vũ khí, thay thế dàn ống phóng ngư lôi bởi các khẩu pháo phòng không Bofors 40 mm; ngoài ra hai khẩu Oerlikon 20 mm phòng không tầm ngắn cũng được tăng cường ở phía đuôi tàu. Những bổ sung này là nhằm chuẩn bị cho việc phái sang hoạt động tại khu vực Địa Trung Hải, nơi các đoàn tàu phải đối đầu với máy bay ném bom Junkers Ju 88 xuất phát từ các sân bay ở miền Nam nước Pháp. Chúng được cải tiến thành những máy bay ném bom-ngư lôi và đã gây thiệt hại đáng kể cho các đoàn tàu vận tải Đồng Minh.
Hoàn tất công việc trong xưởng tàu và tiếp tục được huấn luyện tại khu vực Casco Bay, Maine, Underhill khởi hành từ Hampton Roads vào ngày 4 tháng 7 để hộ tống cho Đoàn tàu UGS 47 hướng sang khu vực Địa Trung Hải. Nó thực hành tập trận trên đường đi cũng như theo dõi những tín hiệu sonar bắt được trong suốt chặng đường dài vượt Đại Tây Dương bình yên. Tiến vào Địa Trung Hải trong các ngày 21 và 22 tháng 7, nó nhiều lần chuyển sang báo động phòng không, nhưng máy bay đối phương đã không tiếp cận trong tầm nhìn, cho dù cả ba đoàn tàu vận tải trước đó di chuyển theo tuyến đường này đều bị máy bay Đức quốc xã không kích.
Sau khi hộ tống đoàn tàu đi đến Bizerte, Tunisia và Oran, Algeria, Underhill hoạt động tuần tra ban đêm bên ngoài cảng vốn luôn bị quấy nhiễu bởi tàu ngầm U-boat và máy bay Đức; đây là một phần của hoạt động nghi binh nhằm chuẩn bị cho Chiến dịch Dragoon, cuộc đổ bộ lên miền Nam nước Pháp dự định vào giữa tháng 8. Đang trên đường quay trở lại cảng Bizerte, nó va phải một xác tàu đắm trong luồng tàu và bị hư hại nặng chân vịt và trục chân vịt bên mạn trái. Con tàu đi đến Oran vào ngày 27 tháng 7 để được sửa chữa tạm thời, rồi khởi hành vào ngày 5 tháng 8 để gia nhập cùng Đoàn tàu GUS 47 vào ngày hôm sau cho hành trình quay trở về Hoa Kỳ; nó về đến New York vào ngày 18 tháng 8.
Hoạt động hộ tống vận tải tiếp theo diễn ra trong tháng 9, khi Underhill bảo vệ cho Đoàn tàu UGS 54 đi sang Plymouth, Anh mà không gặp sự cố nào. Tuy nhiên trong hành trình quay trở về vào tháng 10, sau khi rời cảng Plymouth, nó dò được tín hiệu sonar của tàu ngầm đối phương lúc di chuyển qua eo biển Manche. Nhiều lượt tấn công bằng mìn sâu không đem lại kết quả, nhưng trong lúc đang cơ động để tấn công, nó va phải một vật thể ngầm dưới nước, có thể là một chiếc U-boat, làm hỏng vòm sonar của nó. Con tàu phải quay trở lại ụ tàu tại Plymouth, nhưng hư hại không thể sửa chữa tại Anh. Nó quay trở về Hoa Kỳ cùng một đoàn tàu đổ bộ LST, và được sửa chữa tại Boston.
Sau khi hộ tống cho Đoàn tàu UGS 60 đi từ Boston sang Mers el Kebir trong tháng 11, Underhill tham gia thực tập chống tàu ngầm ngoài khơi Oran phối hợp cùng tàu ngầm Pháp Doris (P84), rồi rời cảng Algerie này vào ngày 3 tháng 12 để hộ tống cho Đoàn tàu GUS 60 quay trở về Hoa Kỳ, về đến New York vào ngày 21 tháng 12. Sau khi đi đến Xưởng hải quân Brooklyn vào ngày 21 tháng 12 để sửa chữa, nó lên đường vào ngày 8 tháng 1, 1945 để đi đến Căn cứ Tàu ngầm Hải quân New London tại New London, Connecticut, nơi nó tạm thời phục vụ cùng Lực lượng Tàu ngầm Hạm đội Đại Tây Dương. Từ căn cứ New London, nó phục vụ cho việc huấn luyện và hộ tống tàu ngầm, tham gia các cuộc tập trận tại các khu vực eo biển Block Island và eo biển Long Island, và tích cực huấn luyện chống tàu ngầm.

### Mặt trận Thái Bình Dương
Khởi hành từ New London vào ngày 8 tháng 2, 1945 để đi sang khu vực Mặt trận Thái Bình Dương, Underhill tháp tùng để bảo vệ cho chiếc tàu sân bay hộ tống Anh HMS Patroller (D07) đi đến Panama. Nó băng qua kênh đào Panama, và đi ngang qua Galápagos và Bora Bora để hướng đến quần đảo Admiralty. Đi đến Seeadler Harbor vào ngày 15 tháng 3, nó trình diện để phục vụ cùng Đệ Thất hạm đội. Con tàu thực hiện chuyến hộ tống vận tải đến vịnh Lingayen, Philippines, và ở lại đây bốn ngày trong vai trò cột mốc radar canh phòng trước khi lên đường đi Hollandia (nay là Jayapura) và Biak, New Guinea. Nó khởi hành từ Hollandia vào ngày 5 tháng 6 để hộ tống cho chiếc tàu chở quân General M. B. Stewart (AP-140) đi sang vịnh Leyte.
Lúc đang trên đường đi từ Leyte đến Hollandia vào ngày 10 tháng 6, Underhill nhận được tín hiệu cầu cứu từ một thủy phi cơ Consolidated PBY Catalina; theo lệnh của Tư lệnh Tiền phương biển Philippine, nó cùng tàu hộ tống khu trục Thaddeus Parker (DE-369) được cho tách ra để đi đến địa điểm máy bay rơi. Họ cùng nhiều máy bay đã tìm kiếm tại khu vực cho đến ngày 12 tháng 6 khi việc tìm kiếm kết thúc. Khi Thaddeus Parker và số máy bay đã rời khỏi khu vực, trinh sát viên trên phát hiện phẩm màu xanh lá đánh dấu và một lon khẩu phần đồ ăn trên mặt nước. Việc tìm kiếm được tái tục sau khi trải qua một cơn mưa giông, cho đến khi tìm thấy ba người sống sót đã ở trên mặt biển trong khoảng 60 giờ, mặc áo phao nhưng không có bè cứu sinh. Các thành viên đội bay được vớt lên tàu lúc 07 giờ 59 phút và được chuyển đến Hollandia.
Underhill tiếp tục hộ tống tàu bè đi lại giữa Manus, Bora Bora và Palau cho đến khi nó gia nhập một đoàn bao gồm nhiều tàu tiếp liệu và tàu chở quân hướng đến quần đảo Ryukyu. Nó rời vịnh Leyte vào ngày 9 tháng 7 và đi đến Okinawa vào ngày 14 tháng 7, nơi nó được phân công tuần tra tại trạm cột mốc radar canh phòng cho đến ngày 21 tháng 7. Con tàu chuyển sang vai trò soái hạm cho Đơn vị Đặc nhiệm 99.1.18, một đoàn tàu vận tải bao gồm một tàu chở quân và sáu tàu đổ bộ LST có nhiệm vụ vận chuyển Sư đoàn 99 Bộ binh đi từ vịnh Buckner, Okinawa trở lại vịnh Leyte, Philippines để nghỉ ngơi và bổ sung lực lượng. Thành phần hộ tống ngoài còn bao gồm các tàu tuần tra PC-1251, PC-803, PC-804, PC-807 và PCE-872 cùng các tàu săn ngầm SC-1306 và SC-1309.

#### Bị đánh chìm
Vào sáng ngày thứ ba của chuyến đi 24 tháng 7, khoảng 200–300 mi (320–480 km) về phía Đông Bắc mũi Engaño, radar của Underhill phát hiện một máy bay trinh sát hai động cơ Mitsubishi Ki-46 "Dinah" lượn vòng quanh đoàn đoàn tàu ở khoảng cách 10 mi (16 km). Con tàu báo động phòng không và chỉ thị cho các tàu hộ tống đi vào đội hình phòng không; tuy nhiên đối phương giữ khoảng cách ở bên ngoài tầm súng và thông báo về vị trí của đoàn tàu vận tải. Một trong các tàu ngầm đối phương trong khu vực đã thả một quả thủy lôi giả trôi nổi trên biển ngay trên hướng đi của đoàn tàu. Sau khi một trinh sát viên trên Underhill phát hiện, chỉ huy của nó ra lệnh cho đoàn tàu đổi hướng sang mạn trái để né tránh, rồi tiếp cận để phá hủy quả thủy lôi. Khi hỏa lực pháo 20 mm liên tiếp bắn trúng mà không thể phá hủy quả thủy lôi, họ mới nhận thức đó chỉ là chiến thuật nghi binh của đối thủ.
Một tín hiệu sonar phát hiện trước đó đã bị mất trong quá trình chuyển hướng né tránh quả thủy lôi, nhưng Underhill bắt lại được tín hiệu sau đó và dẫn đường cho PC-804 tấn công bằng mìn sâu nhưng không có kết quả. Vài phút sau đó, một tàu ngầm xuất hiện trên mặt nước tại khu vực PC-804 vừa tấn công, nên Underhill đổi hướng để húc đối thủ, nhưng đối phương đã kịp lặn xuống. Underhill ra lệnh chuyển sang tấn công bằng mìn sâu với một loạt 13 quả, ghi được một vụ nổ lớn dưới nước cùng những mảnh vỡ và vệt dầu loang trồi lên mặt biển. PC-804 báo cáo đã tiêu diệt được tàu ngầm đối phương.
Trong khi Underhill đổi hướng quay trở lại hiện trường nhằm điều tra lai lịch đối phương, sonar lại dò thêm được mục tiêu khác. Các loạt tấn công mìn sâu  đã buộc hai chiếc ngư lôi cảm tử Kaiten phải trồi lên mặt nước, mỗi chiếc ở một phía mạn của Underhill. Chiếc Kaiten bên mạn phải ở gần đến mức các khẩu pháo của Underhill không thể hạ xuống đủ thấp để nhắm bắn vào nó. Cú đâm trúng lúc 15 giờ 15 phút gây ra hai vụ nổ lớn; vụ nổ thứ nhất ngay bên dưới cầu tàu và hầm đạn, vụ nổ thứ hai xảy ra vài giây sau đó phía trước cầu tàu bên mạn phải, khiến con tàu bị vỡ làm đôi ở ngay trước phòng nồi hơi phía trước. Phần mũi tàu dựng thẳng đứng và bắt đầu trôi nổi qua mạn phải, trong khi phần đuôi tàu tiếp tục giữ cân bằng và vẫn còn nổi được.
Mặc dù phải bận rộn đối phó do phát hiện tàu ngầm đối phương do nhìn thấy kính tiềm vọng và phát hiện tín hiệu sonar, PC-803 và PC-804 đã nhanh chóng đi đến để cứu vớt những người sống sót đang bơi trên biển. Bên trên phần còn lại của Underhill đang chìm dần dần, những người bị thương được đưa lên boong tàu và chuyển xuống các xuồng và bè, trong khi người người lành lặn cứu chữa những người bị thương và nỗ lực kiểm soát các hư hỏng. Khoảng một giờ sau đó, PC-803 và PC-804 quay trở lại cứu giúp những người sống sót; việc vận chuyển những người bị thương nặng sang các tàu tuần tra tiến hành rất khó khăn do họ tiếp tục bị tàu ngầm bỏ túi đối phương tấn công. PC-804 đã cặp bên mạn phải phía đuôi tàu để di tản người bị thương; các tàu khác luân phiên cứu giúp những người sống sót và tấn công các mục tiêu tàu ngầm phát hiện được.
Phần đuôi còn lại của Underhill bị hỏa lực pháo 3-inch và 40 mm từ các chiếc PC-803, PC-804 và PCE-872 đánh chìm lúc 19 giờ 17 phút tại tọa độ 19°20′0″B 126°42′0″Đ / 19,33333°B 126,7°Đ. Sau đó các con tàu gia nhập lại đoàn tàu vận tải; số người sống sót được chuyển sang các chiếc LST 768 và LST 739 lúc khoảng 03 giờ 00 ngày 25 tháng 7. Đơn vị Đặc nhiệm 99.1.18 tiếp tục hành trình đi đến vịnh Leyte.
Có tổng cộng 112 thành viên thủy thủ đoàn của Underhill tử trận trong vụ nổ, và có 112 người sống sót. Mười trong số mười bốn sĩ quan trên tàu đã thiệt mạng, bao gồm Thiếu tá hạm trưởng Newcomb, người được truy tặng Huân chương Ngôi sao Bạc. Underhill được cho rút tên khỏi danh sách Đăng bạ Hải quân vào ngày 1 tháng 9, 1945.

## Phần thưởng[7]
|  |  |  |
|  |  |  |

| Dãi băng Hoạt động Tác chiến (truy tặng)           | Huân chương Chiến dịch Hoa Kỳ        | Huân chương Chiến dịch Châu Á-Thái Bình Dương  |
| Huân chương Chiến dịch Châu Âu-Châu Phi-Trung Đông | Huân chương Chiến thắng Thế Chiến II | Huân chương Giải phóng Philippine (Philippine) |